# LAPOSTA 2024
『LAPOSTA 2024』（ラポスタ 2024）は、LAPONEエンタテインメントによる映像作品。
2024年8月21日にDVDとBlu-Rayで発売された。

## 概要
2024年1月20日、21日にKアリーナ横浜で開催された『LAPOSTA 2024』より、最終公演を映像化。
3月24日にフジテレビTWOにて独占放送され、6月3日には30分のダイジェスト版がフジテレビ（関東ローカル）で地上波放送された。

## ライブ
昨年5月に初開催された『LAPOSTA 2023』に引き続き、LAPONEエンタテインメント所属のJO1・INI・DXTEENによる合同ライブ。2023年11月29日に開催が発表された。
1月17日にLAPOSTAのテーマソングとして書き下ろされた、JO1・INI・DXTEENによる初の合同楽曲「LOVE ALL STAR」が配信され、YouTubeではRECORDING FILMが公開された。作詞には、JO1から河野純喜と金城碧海、INIから髙塚大夢、DXTEENから寺尾香信と平本健が参加している。
1月20日公演ではライブストリーミング配信が行われた。
|   | 開催日  | 開演  | 場所                 | 備考                 |
| - | ------- | ----- | -------------------- | -------------------- |
| 1 | 1月20日 | 17:30 | 神奈川 Kアリーナ横浜 | ライブストリーミング |
| 2 | 1月21日 | 15:30 | 神奈川 Kアリーナ横浜 | 映像化               |

## 出演者
（）内はLAPOSTAでのグループカラー
- JO1（   レッド）
- INI（   ブルー）
- DXTEEN（   グリーン）

## 収録内容
0.Overture - ALL
1. Trigger - JO1
2. First Flight - DXTEEN
3. FANFARE - INI
4. Unlimit - DXTEEN
5. Brand New Day - DXTEEN
6. Snowin' - DXTEEN
7. BOMBARDA - INI
8. DROP - INI
9. SHADOW (INI ver.) - INI
10. Move The Soul - JO1
11. Design - JO1
12. KungChiKiTa (JO1 ver.) - JO1
13. 10 THINGS - INI
14. HERO - INI
15. Sail Away - DXTEEN
16. Dive - DXTEEN
17. HIDEOUT - JO1
18. RadioVision - JO1
19. D.I.Y - REN, TAKUMI(JO1), HIROTO
  - 西洸人がDJを担当し、川尻蓮と川西拓実がラップを披露。
  - トラックとリリックを自作したオリジナル曲。
20. Dance Track - TAKERU, SHOGO, JIN, SHOTARO
  - 後藤威尊・田島将吾・松田迅・田中笑太郎によるダンスユニット。
  - 2月3日にDance Practiceが公開された[5]。
21. What Makes You Beautiful - RUKI, SHION, TAKUMI(INI), FENGFAN, AYUTA
  - 白岩瑠姫・鶴房汐恩・尾崎匠海・許豊凡・福田歩汰によるボーカルユニット。
  - One Directionの「What Makes You Beautiful」をカバー。
22. オレンジ - SHOSEI, MÁME, MASAYA, KYOSUKE, NALU
  - 大平祥生・豆原一成・木村柾哉・藤牧京介・大久保波留によるボーカルユニット。
  - SMAPの「オレンジ」をカバー。
23. Breaking Champions - SKY, SHO, RIHITO, YUDAI, TAICHI, KEN
  - 金城碧海・與那城奨・池崎理人・佐野雄大・谷口太一・平本健によるヒップホップユニット。
  - 担当リリックを各メンバーが作詞した。
24. 怪獣の花唄 - SYOYA, JUNKI, KEIGO, HIROMU, KOSHIN
  - 木全翔也・河野純喜・佐藤景瑚・髙塚大夢・寺尾香信によるバンドユニット。
  - Vaundyの「怪獣の花唄」をカバー。
  - 河野と髙塚がギター、木全がベース、佐藤がドラム、寺尾がキーボードを担当した。
25. SPECTRA - DXTEEN
  - DXTEENがINIの「SPECTRA」をカバー。
26. Dreaming Night - DXTEEN
  - DXTEENがJO1の「Dreaming Night」をカバー。
27. Password - JO1
  - JO1がINIの「Password」をカバー。
28. MONSTAR - INI
  - INIがJO1の「MONSTAR」をカバー。
29. Venus - JO1
30. Your Key - JO1
31. WOW WAR TONIGHT ～時には起こせよムーヴメント (JO1 ver.) - JO1
32. Calendar - DXTEEN
33. Stars - DXTEEN
34. Busterz - INI
35. BAD BOYZ - INI
36. TAG - INI
37. Medley(La Pa Pa Pam, Dramatic, Next, SuperCali, Come Over, 無限大, Rocketeer) - ALL
38. LOVE ALL STAR - ALL